# Retinakel
Retinakel (latin: retinaculum) är ett starkt bindvävsband vars uppgift är att i kroppens extremiteter hålla skelettmusklernas senor på plats vid kontraktion (muskelsammandragning).
Retinakel finns i eller kring handleden (art. radiocarpea), knäleden (art. genus) och fotleden (art. talocruralis).

## Lista över retinakel
- Extensorretinakel (retinaculum extensorum)
- Flexorretinakel (retinaculum flexorum)
- Retinaculum musculorum extensorum superius
- Retinaculum musculorum extensorum inferius
- Retinaculum musculorum flexorum
- Retinaculum musculorum peroneorum superius
- Retinaculum musculorum peroneorum inferius
- Retinaculum patellae mediale
- Retinaculum patellae laterale